# Karbon
Karbon (precedentemente Karbon14) è un software di disegno ed in particolare di grafica vettoriale che fa parte del progetto Calligra Suite, (precedentemente KOffice), una suite di software di produttività personale originariamente progettata per il desktop environment KDE, divenuta multipiattaforma grazie al porting sulle librerie Qt4.
Karbon14 (in origine Kontour, e prima KIllustrator) era incluso nella raccolta di programmi per ufficio KOffice. Il nome è un gioco di parole tra KDE e l'isotopo radioattivo Carbonio-14.
Progettato principalmente come applicazione per il disegno, ha una semplice e configurabile interfaccia utente.
Come il resto di KOffice, Karbon14 è un software libero distribuito con licenza GPL.
È stato distribuito per la prima volta con KOffice 1.4.0, il 21 giugno 2005.
È paragonabile ad altri programmi di grafica, come Inkscape, Adobe Illustrator o Corel Draw, e ne ha già raggiunto molte delle caratteristiche più utili. Si tratta però di programmi molto più maturi, ed è lecito aspettarsi che Karbon non ne eguagli ancora la velocità e le prestazioni.

## Formati file
- Importazione: ODG (opendocument.graphics), SVG, WPG (WordPerfect Graphics), WMF, EPS/PS
- Esportazione: ODG, SVG, PNG, PDF, WMF